# Taeniotes simplex
Taeniotes simplex är en skalbaggsart som beskrevs av Charles Joseph Gahan 1888. Taeniotes simplex ingår i släktet Taeniotes och familjen långhorningar. Inga underarter finns listade i Catalogue of Life.